# Pero Pejić
Pero Pejić (* 28. November 1982 in Makarska, Jugoslawien) ist ein ehemaliger kroatischer Fußballspieler auf der Position eines Stürmers.

## Karriere
Pejić begann seine Karriere bei NK Zmaj Makarska und spielte später beim NK Vrbovec. 2002 wechselte er zu Croatia Sesvete, von wo er zu Slaven Belupo wechselte. Nach vier Jahren in Koprivnica wechselte er 2007 nach Albanien zu KS Dinamo Tirana, bereits im ersten Jahr wurde er Torschützenkönig der Liga.
2008 wechselte er nach Österreich zum Kapfenberger SV. Sein Debüt in der höchsten österreichischen Spielklasse gab Pejić, nach einiger Verzögerung wegen des Spielerpasses, am 27. Juli 2008 gegen den FC Red Bull Salzburg. Er wurde in der 68. Minute für Arno Kozelsky eingewechselt. In der Spielzeit 2008/09 erzielte er bei zwölf absolvierten Ligapartien zwei Treffer. Nach nur einem Einsatz in der Saison 2009/10 wurde der Kroate vom Verein wegen sportlichen aber auch disziplinarischen Gründen entlassen.
Im Winter 2009/10 kehrte er zu seinem Stammverein Croatia Sesvete zurück. Nach dieser Saison wechselt er wieder nach Albanien, dieses Mal zum Stadtrivalen KF Tirana, wo er für eine Saison blieb. Er erzielte 14 Tore und war damit Zweiter der Torschützenliste. Tirana wurde aber nur Fünfter, und Pejić blieb nicht beim Verein. Ab Sommer 2011 stürmte er für ein halbes Jahr beim jordanischen Verein al-Faisaly. Zu Beginn des Jahres 2012 war er wieder zurück in Albanien, wo er dieses Mal für KS Flamurtari Vlora spielte und die Meisterschaft auf dem vierten Platz beendete. In der Folge wechselte er für die Meisterschaft 2012/13 zum albanischen Meister KF Skënderbeu Korça, mit dem er 2013/14 erneut Meister werden konnte. Zudem wurde Pejic mit 20 Treffern Torschützenkönig der Kategoria Superiore. In der 2014/15 trat er für den FK Kukësi in Erscheinung und erzielte sogar 31 Tore, womit er ein weiteres Mal Torschützenkönig wurde. Während sein Ex-Klub Korça erneut die Meisterschaft gewann, beendete er die Saison mit Kukësi auf dem zweiten Tabellenplatz.
In der Saison 2015/16 spielte er für den iranischen Klub Esteghlal Teheran, mit dem er in der Persian Gulf Pro League 2015/16 um die Meisterschaft mitspielte. Im Endklassement belegte die Mannschaft den dritten Tabellenplatz und durfte in weiterer Folge an den Play-offs zur AFC Champions League 2017 antreten. Über die gesamte Spielzeit hinweg kam Pejić in 13 Ligapartien zum Einsatz und erzielte drei Treffer; des Weiteren absolvierte er drei Spiele im Hazfi Cup 2015/16 und steuerte hierbei zwei Tore bei. Mit der Mannschaft kam er bis ins Finale und unterlag dort erst im Elfmeterschießen dem Klub Zob Ahan Isfahan. Danach kehrte er wieder zu seinem ehemaligen Verein aus Kukësi zurück und wurde zum dritten Mal albanischer Torschützenkönig. Bei 35 Meisterschaftsspielen kam er 28 Mal zum Torerfolg, ebenfalls gelangen ihm fünf Torvorlagen. Erstmals in der Vereinsgeschichte gewann der FK Kukësi in dieser Spielzeit die albanische Fußballmeisterschaft. Des Weiteren absolvierte er mit der Mannschaft zwei Spiele in der Qualifikation zur UEFA Champions League 2017/18. In der zweiten Qualifikationsrunde traf er mit dem FK Kukësi auf Sheriff Tiraspol aus der Republik Moldau und unterlag mit der Mannschaft aufgrund der Auswärtstorregel noch in dieser Runde. Hierbei kam er in beiden Partien zum Einsatz und war beim 2:1-Sieg seiner Mannschaft im Rückspiel an beiden Treffern beteiligt, wobei er eines selbst erzielte und beim anderen die Vorlage machte.
Daraufhin kehrte Pejić wieder in sein Heimatland zurück, wo er sich dem von Tomislav Ivković trainierten Erstligisten NK Slaven Belupo Koprivnica anschloss. Unter Ivković, sowie unter dessen Nachfolger, dem Österreicher Peter Pacult, agierte Pejić als Stammspieler und kam bis Saisonende auf 22 Ligaeinsätze und drei -tore. Danach beendete er seine Laufbahn als Fußballspieler.
Seit Sommer 2021 ist er Sportdirektor seines Ex-Klubs FK Kukësi.